# سن-ژان-کاپ-فرا
سن-ژان-کاپ-فرا (به فرانسوی: Saint-Jean-Cap-Ferrat) منطقه توریستی در جنوب فرانسه در استان آلپ کوت دازور ، در کنار دریای مدیترانه می‌باشد . سن-ژان-کاپ-فرا شبه‌جزیره میان دو شهر ساحلی ویلفرانش-سور-مر ، بلییو-سوور-مر واقع است . آب و هوای مدیترانه‌ای و گرم سن-ژان-کاپ-فرا این منطقه را به یک مقصد گردشگری برای ثروتمندان و میلیونرهای جهان تبدیل کرده است . در گذشته سن-ژان-کاپ-فرا اقامتگاه تفریحی لئوپولد دوم پادشاه بلژیک ، مارنیر لاپوستوله (بنیانگذار برند مارنیر) ، بئاتریس افروسی روچیلد  ، رانیر سوم دوک موناکو ، وینستون چرچیل نخست‌وزیر بریتانیا ،  چارلی چاپلین و الیزابت تیلور بازیگر ، سامرست مگام نویسنده بوده است . 

## جاذبه‌های توریستی
- فانوس دریایی سن-ژان-کاپ-فرا
- گراند هتل سن-ژان-کاپ-فرا
- ویلای سانتو سوسپیر متعلق به فرانسین ویسویلر ورمز
- کلیسای سنت هوسپس
- مزار سنت هوسپس
- قصر فروش حیوانات خانگی
- باغ‌ گیاهشناسی سدر ها
- اسکله تفریحی  سن-ژان-کاپ-فرا
- ویلا و باغ افروسی روتچیلد
- رستوران دوفین این رستوران به خاطر استخر که در میان خود دارد منحصر به فرد است .
- صخره دریایی برهنگی دوفاره
- ساحل سنگی لاکاریه
- صخره دریایی کوزینیه
- پلاژ دی فوس
- پلاژ فوسته
- پلاژ پالوما
- پارک کاپ فرا
- پلاژ گورز دی پین
- پلاژ دی تالون
- پلاژ دو رووی
- پارک آبی ساحلی کاپ فرات

## دسترسی
- فرودگاه کن – ماندلیو
- فرودگاه نیس کوت دازور
- ایستگاه راه‌آهن ویلفرانش-سور-مر
- ایستگاه راه‌آهن بلییو-سوور-مر